# Kyz Żibek (opera)
Kyz Żibek (kaz. Қыз Жібек, Kyz Żybek) – opera radzieckiego kompozytora Jewgienija Brusiłowskiego z librettem Gabita Musriepowa wystawiona po raz pierwszy w 1934 roku, uważana za pierwszą kazachską operę.

## Historia
Pomysłodawcą powstania opery był ludowy komisarz oświaty Temirbek Żurgienow, który zachęcił do jej stworzenia wówczas szerzej nieznanego absolwenta leningradzkiego konserwatorium, Jewgienija Brusiłowskiego, skierowanego do Ałmaty w 1933 roku. Początkowo dzieło miało kształt dramatu muzycznego z epizodyczną rolą muzyki. Opera powstała w oparciu o kazachski epos Kyz Żibek pochodzący z XVI wieku. Libretto napisał Gabit Musriepow. Została po raz pierwszy wystawiona roku w Kazachskim Teatrze Muzycznym 7 listopada 1934 roku (według innych źródeł w styczniu tegoż roku). W premierowym wykonaniu wzięli udział ludowi śpiewacy, pierwsze wykonanie nie odniosło jednak sukcesu. Kompozytor napisał w liście: Spektakl wypadł dobrze, ale moim zdaniem nie jest to sukces wśród szerokiej publiczności. (ros. Спектакль вышел неплохой, но, на мой взгляд, успеха у широкой публики не имеет.) 17 maja 1936 roku opera została wystawiona w Moskwie – obejrzeli ją wówczas m.in. Józef Stalin, Michaił Kalinin, Sergo Ordżonikidze, Wiaczesław Mołotow. Trzecie wykonanie zaprezentowano w Leningradzie w 1937 roku. W 1945 roku w Ałmaty wystawiono ją w nowej wersji. Do 1953 roku grano operę z innym librettem, z czasem zmieniono tekst libretta. W 1968 roku odbyło się tysięczne wykonanie opery, w którym wzięli udział aktorzy z premierowego wykonania. 
Knar Abrahamyan uważa, że kompozytor przy tworzeniu tejże opery kierował się rasistowskim podejściem do Kazachów, co było związane z celami ZSRR: asymilacją, podporządkowaniem i zatarciem kazachskiej tożsamości, co miało służyć usunięciu oporu wobec imperium.

## Charakterystyka

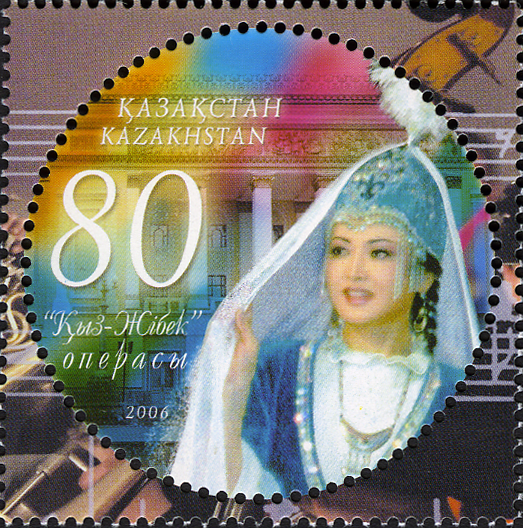
Kazachski znaczek wydany z okazji 80-lecia premiery opery z postacią Kyz Żibek

Opera składa się z dwóch aktów i epilogu, jest wykonywana w języku kazachskim. Z uwagi na swój charakter jest uważana za pierwszą kazachską operę. Motywy muzyczne wykorzystane w operze pochodzą z ludowej muzyki kazachskiej, a także są zapożyczone z dorobku muzyków takich, jak: Żajau Musa Bajżanow, Ukili Ibraj, Tattimbet Kazangap-uły. Wykorzystano łącznie około 50 melodii ludowych. Główny motyw muzyczny zawarty jest w pieśni Kyz Żibek pt. Gakku, którą skomponował Ukili Ibraj. Opera została tak napisana, aby była przystępna do wykonania dla półprofesjonalnych artystów jak i dla nieobznajomionych słuchaczy.
Fabuła opery jest oparta na kazachskim eposie Kyz Żibek, który opowiada historię zbliżoną do tej zawartej w Romeo i Julii: piękna Kyz Żibek i bohaterski Tolegen pochodzili ze skłóconych ze sobą rodów (klan Tolegena to Żagałbajły, a klan Kyz Żibek to Szekty), pragnęli swoją miłością pojednać swe rodziny, jednak zazdrosny konkurent Bekeżan zamordował Tolegena. W eposie Kyz Żibek po dziewięciu latach od śmierci ukochanego poślubiła jego brata Sansyzbaja – pojawia się motyw lewiratu – w operze ten wątek jest pominięty.

## Streszczenie fabuły

### Akt I

#### Scena 1.
Wiosna. Karawana zatrzymała się wieczorem by odpocząć; Bekeżan wyznaje miłość pięknej i mądrej Kyz Żibek. Ta odmawia, gdyż postanowiła poślubić mężczyznę, którego pokocha. Do obozowiska przybywają Tolegen z przyjacielem Akyn Szegem; Kyz Żibek zakochuje się w Tolegenie. Zazdrosny Bekeżan poprzysięga sobie zdobyć Kyz Żibek za wszelką cenę i podąża za Tolegenem, aby się na nim zemścić.

#### Scena 2.
Lato, pałac Bazarbaja; w pałacu trwają ćwiczenia łucznicze, a ojciec Tolegena nie pobłogosławił planowanego małżeństwa syna z Kyz Żibek.

#### Scena 3.
Bekeżan przybywa do pałacu i wyzywa na pojedynek Tolegena, który sugeruje, aby Kyz Żibek sama wybrała sobie męża. Ojciec Tolegena nadal nie sprzyja małżeństwu syna i pragnie wydać syna za córkę sąsiadującego z jego włościami klanu. Tolegen z błogosławieństwem matki a wbrew woli ojca wyrusza na niebezpieczną samotną wyprawę.

### Akt II

#### Scena 1.
Bekeżan zrezygnował z chęci zabicia rywala, spotyka się z nim na stepie i oferuje mu przyjaźń. Obaj wyruszają do Kyz Żibek; Tolegen przyjmuje to z radością i śpiewa pieśń o przyszłym szczęściu z ukochaną. Gdy posłyszał to Bekeżan, poczuł zazdrość i zabił Tolegena. 

#### Scena 2.
Bekeżan długi czas błądził po stepie, wypomina sobie chwilę słabości, w której zabił konkurenta. Postanawia powiedzieć Kyz Żibek o swojej zbrodni. Nastała jesień, Kyz Żibek czeka na Tolegena i przygotowuje się do ślubu, jednak często nachodzą ją niepokojące sny. Zjawia się Bekeżan i obwieszcza Kyz Żibek, co uczynił. Zostaje wyklęty i skazany na banicję.

### Epilog
Karawana wyrusza na zimowe obozowisko. Wysoko na niebie lecie łabędź będący symbolem prawdziwej i wiecznej miłości. Nastaje zima, a ziemia jest pokryta śniegiem delikatnym niczym łabędzie pióra.